# Chiesa dei Santi Pietro e Paolo (Castelnuovo di Garfagnana)
La chiesa Abbaziale dei Santi Pietro e Paolo è il duomo di Castelnuovo di Garfagnana, in provincia di Lucca.

## Storia e descrizione
Il Duomo venne riedificato nella seconda metà del XV secolo in forme rinascimentali su un precedente nucleo romanico risalente all'XI secolo, di cui ci sono tracce sul fianco sinistro. In età barocca l'interno fu oggetto di profondi cambiamenti, con l'aggiunta di nove altari, con lo sfarzo decorativo tipico dell'epoca. La severa struttura in pietra grigia locale rappresenta una significativa testimonianza della diffusione, anche in territori non fiorentini, del Rinascimento nelle sue forme tardobrunelleschiane. La vasta parte absidale dell'edificio venne completamente ristrutturata nel XIX secolo, mentre il resto dell'edificio è stato restaurato dopo i danni prodotti dall'ultima guerra.
La facciata presenta tre portali ed è scompartita da quattro lesene sorreggenti un semplice frontone.
L'interno a tre navate divise da colonne in pietra, conserva diverse opere d'arte: nella navata destra è una tela raffigurante la Madonna col Bambino e santi, che è stata attribuita a Giuseppe Porta detto il Salviatino o, più recentemente, a Giovanni Antonio Sogliani. Il dipinto potrebbe essere invece una copia settecentesca di un originale di Domenico Beceri. Nella stessa navata è anche una cornice marmorea della bottega del Civitali (fine del XV secolo), contenente una tela secentesca raffigurante la Pentecoste.
Nella cappella di San Giuseppe, al lato dell'abside, è invece un Crocifisso ligneo del XV secolo, detto il Cristo nero, scampato all'incendio che colpì la sacrestia nel 1977.
Nel presbiterio si trova l'altare maggiore settecentesco, mentre nell'abside, ai lati di una cornice ora vuota, sono due nicchie contenenti le statue di San Pietro e San Paolo, della fine del Seicento, forse eseguite nella bottega carrarese dei Lazzoni.
All'altare della cappella a sinistra del presbiterio è una tela secentesca con l'Ultima Cena.
Nella navata sinistra si trova una pala in terracotta invetriata a eccezione degli incarnati, con San Giuseppe tra angeli, opera della bottega di Andrea della Robbia (1510-1520 circa). L'opera, voluta dalla comunità di Castelnuovo come indicano gli stemmi cittadini in basso, mostra caratteristiche stilistiche di Luca della Robbia il giovane e del fratello Girolamo, che nella figura del protagonista riprendono il San Giacomo di Jacopo Sansovino per il Duomo di Firenze.

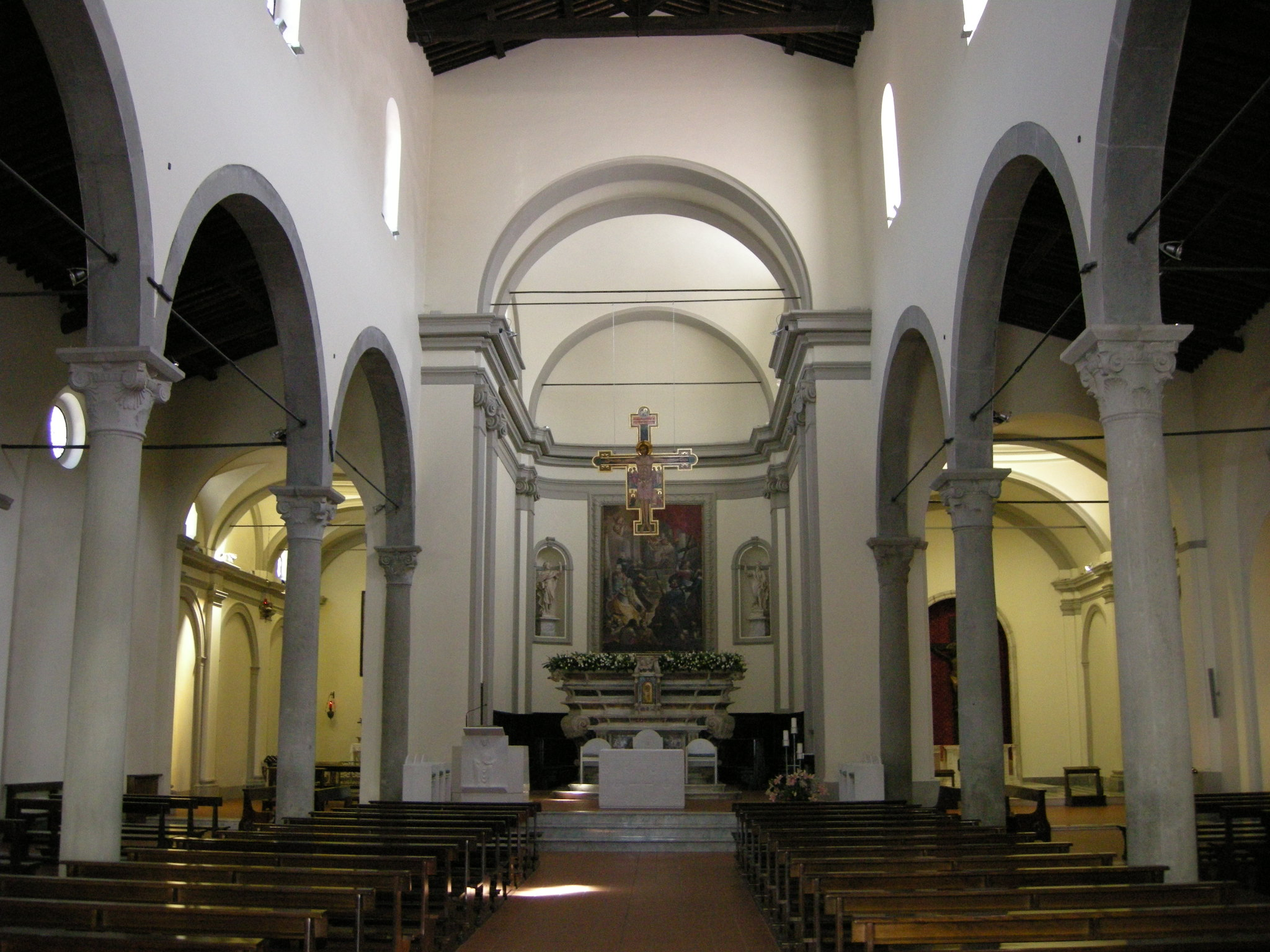
Interno
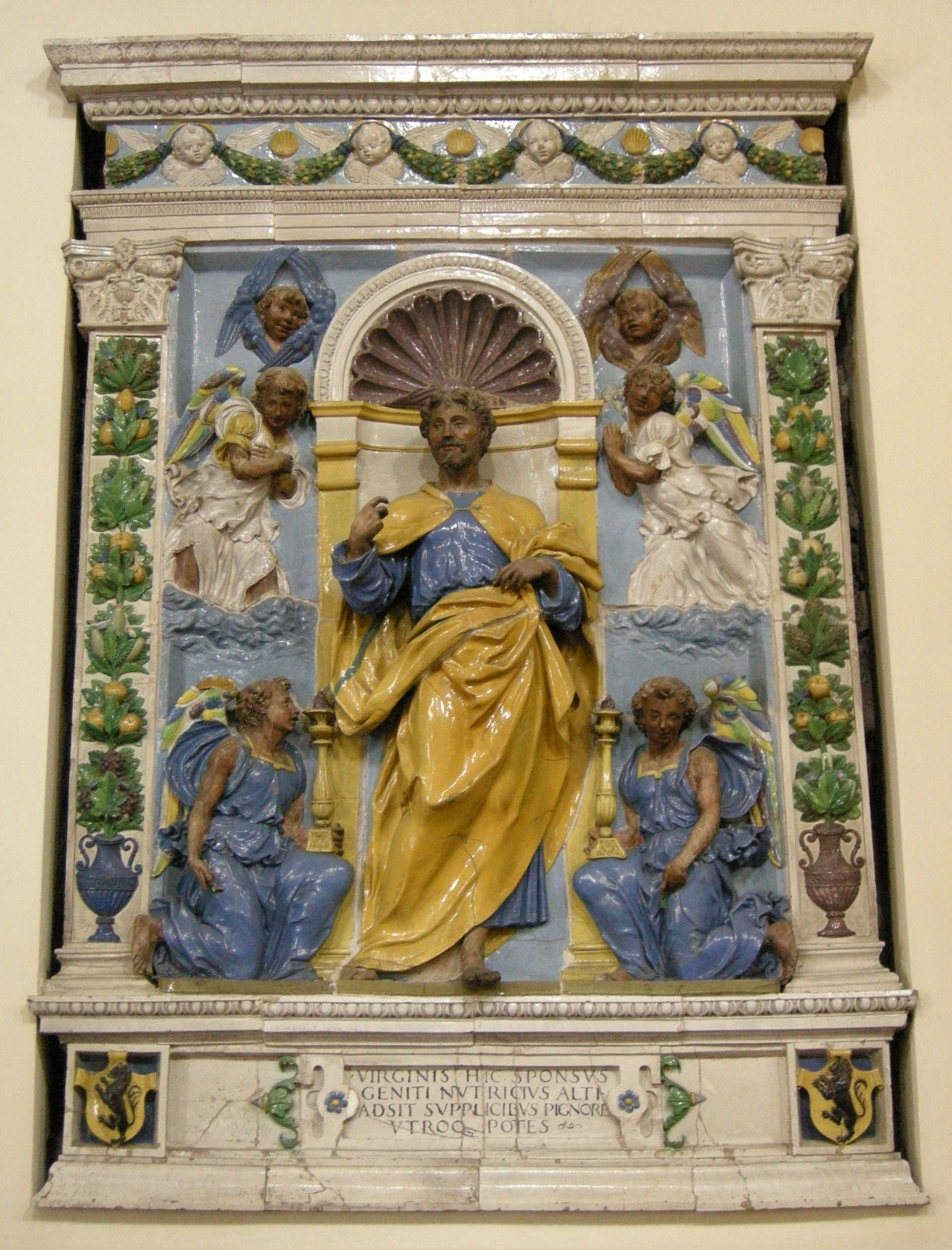
Pala robbiana di San Giuseppe
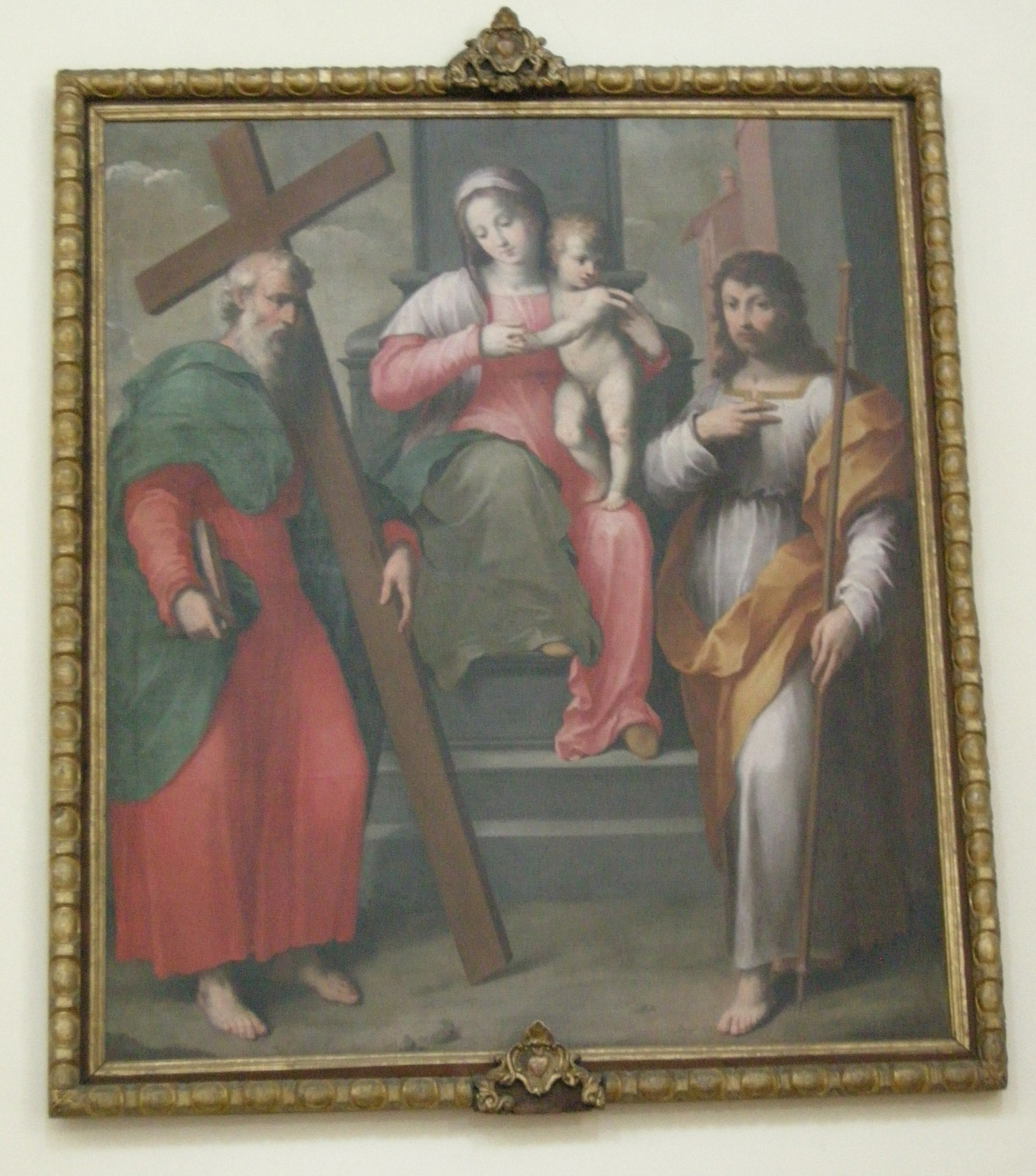
Madonna col Bambino e santi
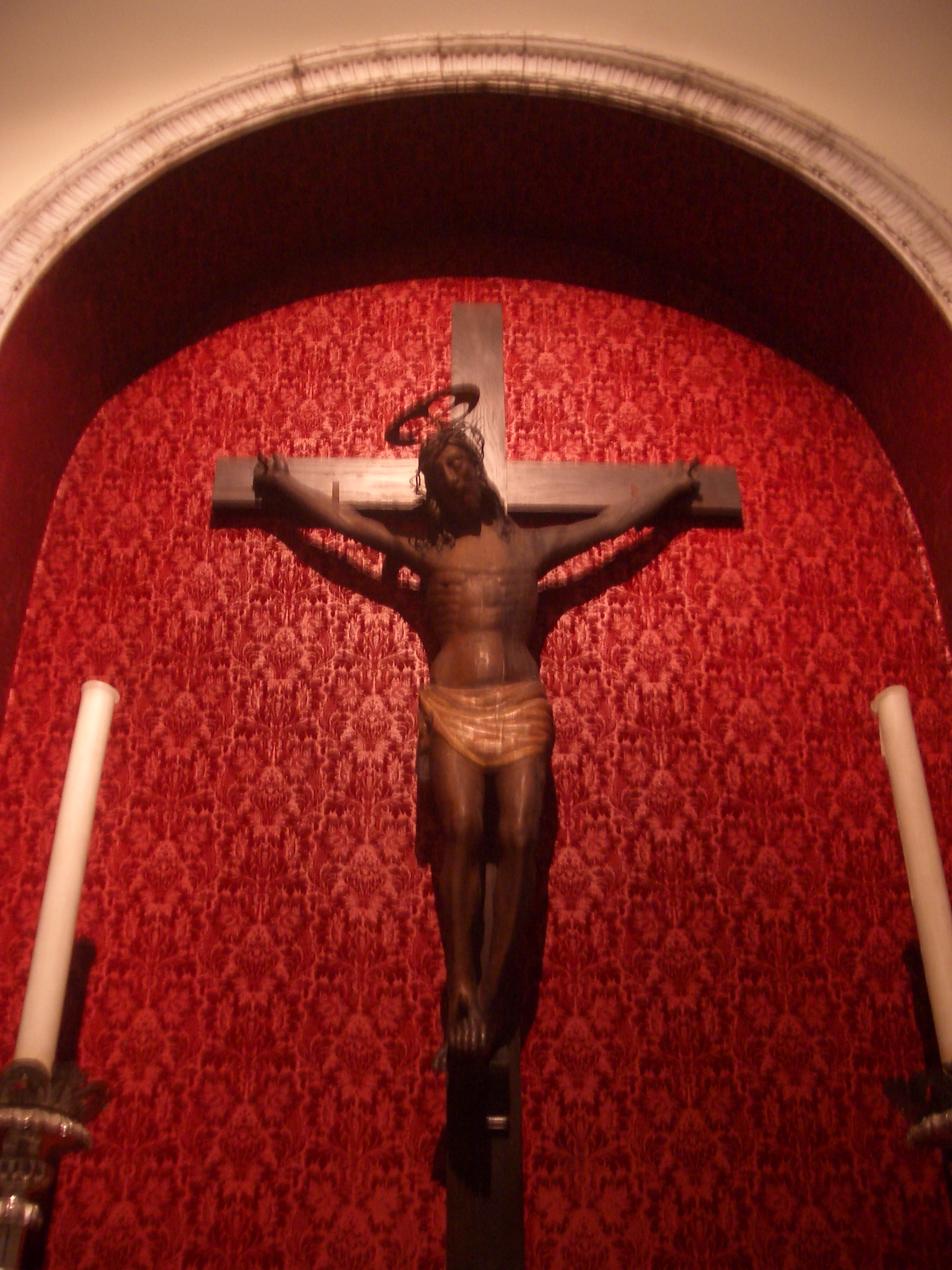
Il "Cristo Nero"